# The Jive Collection, Volume 3
Albums de Schoolly D
Reservoir Dog
(1995) A Gangster's Story: 1984–1996
(1996)
The Jive Collection, Volume 3 est une compilation de Schoolly D, sortie le 27 juin 1995.
Cet album a été réédité le 18 février 2003 sous le titre Best of Schoolly D.

## Liste des titres
| No  | Titre                     | Album original                              | Durée |
| --- | ------------------------- | ------------------------------------------- | ----- |
| 1.  | P.S.K. What Does It Mean? | Schoolly D                                  | 6:29  |
| 2.  | Gucci Time                | Schoolly D                                  | 6:06  |
| 3.  | Put Your Filas On         | Schoolly D                                  | 6:13  |
| 4.  | Saturday Night            | Saturday Night! – The Album                 | 5:26  |
| 5.  | Dedication to All B-Boys  | Saturday Night! – The Album                 | 4:02  |
| 6.  | Fat Gold Chain            | Smoke Some Kill                             | 3:01  |
| 7.  | Parkside 5-2              | Saturday Night! – The Album                 | 5:48  |
| 8.  | B-Boy Rhyme and Riddle    | Compilation artistes divers Steal This Disc | 5:02  |
| 9.  | Smoke Smoke Kill          | Smoke Some Kill                             | 3:30  |
| 10. | Mr. Big Dick              | Smoke Some Kill                             | 4:51  |
| 11. | Coqui 900                 | Smoke Some Kill                             | 3:30  |
| 12. | Livin' in the Jungle      | Am I Black Enough for You?                  | 3:34  |